# Balázs Gusztáv (pedagógus)
Balázs Gusztáv (Nagyecsed, 1951 –) roma származású magyar pedagógus, néptáncos, koreográfus, néprajzkutató, festő.

## Életútja, munkássága
Az általános iskola elvégzése és középiskolai tanulmányainak befejezése után a Zrinyi Miklós Katonai Akadémián tanult két évet, innen a Nyíregyházi Tanárképző Főiskolára ment át, itt folytatta tanulmányait, s itt szerzett diplomát. Gégény községben kezdett tanítani, s éveken át amatőr néptáncos, később hivatásos néptáncos lett. Az Aranysarkantyú és a Népművészet Ifjú Mestere díjakkal ismerték el néptáncosi teljesítményét. Szabolcs-Szatmár megyében tánc-szakelőadóként működött, majd 1983-ban a Nyírség Táncegyüttes vezetője, később hosszú ideig koreográfusa lett. Közben a Debreceni Kossuth Lajos Tudományegyetemen néprajz szakon megszerezte második diplomáját és doktorált. Ismert néprajzkutató, aki fotográfusként és festőként is alkotott. Festményein ábrázolja azokat a tájakat, amelyeket bejárt és a cigány nép életének fontosabb eseményeit, ünnepeit. Képei megtalálhatók a Roma Parlament Képtárában, a Cigány Házban és a Művelődési Intézet gyűjteményében.
Az 1990-es évek végén Hollandiában élt és dolgozott táncművészként, nyugdíjas éveiben festéssel, könyvillusztrálással foglalkozik.

## A 2009-es Cigány festészet című albumba beválogatott képei

### Roma életmód
- Zarahusztra (részlet, akvarell, papír, 60x40 cm, 1994)
- Máriapócs (akvarell, papír, 52x36 cm, 1994)
- Indulás előtt (akvarell, papír, 45x35 cm, 1994)
- Cigány házaspár (akvarell, papír, 30x20 cm, 1994)
- Keresztelő (akvarell, papír, 61x45 cm, 1994)
- Nagy gondban (akvarell, papír, 37x39 cm, 1995)
- Anya (akvarell, papír, 52x36 cm, 1995)
- Átok (akvarell, papír, 52x36 cm, 1995)

### Tájábrázolás
- Cigánytelep télen (akvarell, papír, 52x36 cm, 1995)[1]

## Néprajzi tanulmányai és illusztrált kötetei (válogatás)
- Balázs Gusztáv: Lakodalmi szokások és táncok a nagyecsedi cigányoknál. Klny.: Ethnographia 1987/2-4. 356-384. p.
- Szép magyar tánc, [Videófelvétel] / készítették Sós Anna, Szabó Péter, Czabarka Péter, Szeberényi Ottó, Jászi Dezső ; koreográfia Kiss Ferenc, Balla Zoltán, Balázs Gusztáv [et al.] ; előadja Debreceni Bocskai Táncegyüttes, Jászsági Kamara Táncegyüttes, Nyirség Táncegyüttes [et al.]. Budapest : Televideó, 1991. 1 db videók. (VHS), szin., hg 60 min
- A magyar nép és nemzetiségeinek tánchagyománya / szerk. Felföldi László és Pesovár Ernő ; [írta Balázs Gusztáv, Felföldi László et al.] ; [a táncokat lejegyezte Lányi Ágoston és Fügedi János] ; [a táncírások műszaki rajzait készítette Szőkéné Károlyi Annamária] 2. jav. kiad. Budapest : Planétás, 1997. 499 p. ill., [főleg kotta és táncírás] ISBN 963 9014 27 3